# Evrocent
Stotin je stoti del nekaterih valut, poleg evra tudi na primer slovenskega tolarja. Mednarodno se stotin imenuje cent in to poimenovanje je tudi v slovenščini sopomenka za evrski stotin. Včasih imenujemo stoti del evra tudi evrostotin ali evrocent. Tako kot slovenski naziv stotin izhaja iz števnika sto, tudi poimenovanje cent izhaja iz latinskega števnika za sto: centum. 
Neuraden simbol za cent je ¢, vendar se zelo redko uporablja. 

## Splošno o evrostotinu
Evropska centralna banka za evrostotin ne navaja niti uradnega simbola niti uradne kratice. Cene v evrih so običajno podane kot decimalni zapis evra (na primer 0,99 EUR).
V različnih uradnih jezikih je uradni naziv za stoti del evra različen:
- slovensko: stotin,
- francosko: centime (množina: centimes),
- italijansko: centesimo (množina: centesimi),
- finsko: sentti (množina: sentit),
- portugalsko: cêntimo (množina: cêntimos),
- grško: λεπτό, leptó (množina:: λεπτά, leptá).

Sicer je na stotinskih kovancih vseh držav evroobmočja napis cent, le na grških kovancih je napis λεπτό oziroma  λεπτά. Tudi slovenski kovanci ne bodo imeli napisa stotin, kot tudi ne evro, marveč mednarodna naziva cent in euro.

## Kovanci za evrostotine
Obstajajo kovanci za naslednje vrednosti stotinov:
- Kovanec za 1 stotin

Teža: 2,30 g
Premer: 16,25 mm
Debelina:  1,67 mm
- Kovanec za 2 stotina

Teža: 3,06 g
Premer: 18,75 mm
Debelina: 1,67 mm
- Kovanec za 5 stotinov

Teža: 3,92 g
Premer: 21,25 mm
Debelina: 1,67 mm
- Kovanec za 10 stotinov

Teža: 4,10 g
Premer: 19,75 mm
Debelina: 1,93 mm
- Kovanec za 20 stotinov

Teža: 5,74 g
Premer: 22,25 mm
Debelina: 2,14 mm
- Kovanec za 50 stotinov

Teža: 7,80 g
Premer: 18,75 mm
Debelina: 1,67 mm
Na Finskem in v Grčiji se kovanci za 1 in 2 stotina ne uporabljajo. Cene so zaokrožene na 5 stotinov.